# Walka Jacka Dempseya z Luisem Ángelem Firpo

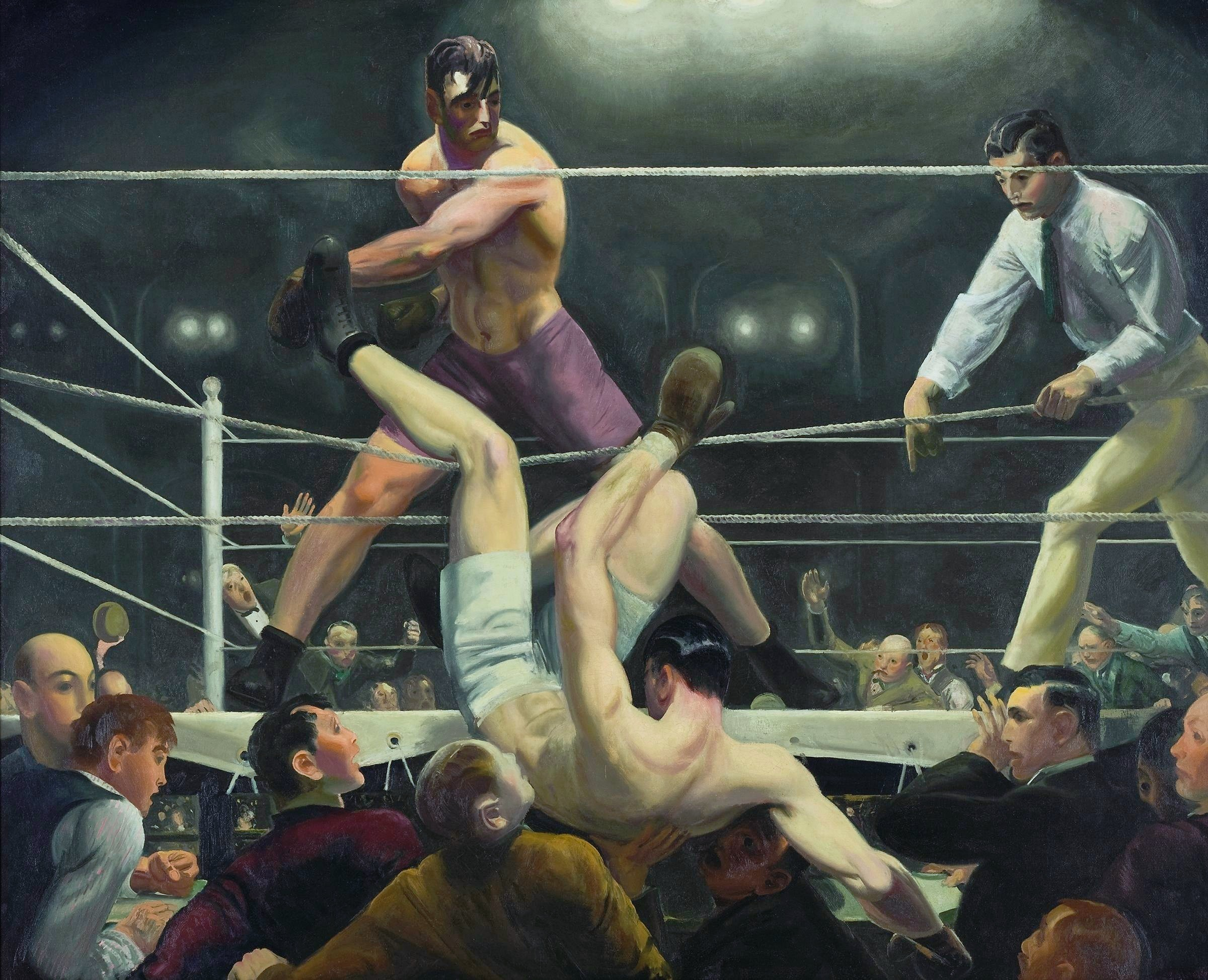
Dempsey wypada po ciosach Firpo za liny. Obraz George’a Bellowsa Dempsey i Firpo (1924)

Walka Jacka Dempseya z Luisem Ángelem Firpo – bokserska walka o zawodowe mistrzostwo świata w wadze ciężkiej pomiędzy Jackiem Dempseyem a Luisem Ángelem Firpo, która odbyła się 14 września 1923 roku na stadionie Polo Grounds w Nowym Jorku. Dempsey (obrońca tytułu) pokonał Firpo przez nokaut w 57. sekundzie drugiej rundy. Mimo że pojedynek trwał łącznie zaledwie 3 minuty i 57 sekund, w jego trakcie zanotowano aż 11 nokdaunów i jest on uznawany za jedną z najlepszych i najbardziej dramatycznych walk w historii pięściarstwa. Przyczynił się do zmian w przepisach regulujących zawodowy boks (w szczególności do wprowadzenia bezwzględnego wymogu stosowania tzw. zasady neutralnego narożnika), a także do popularyzacji tego sportu w USA i Argentynie.

## Tło

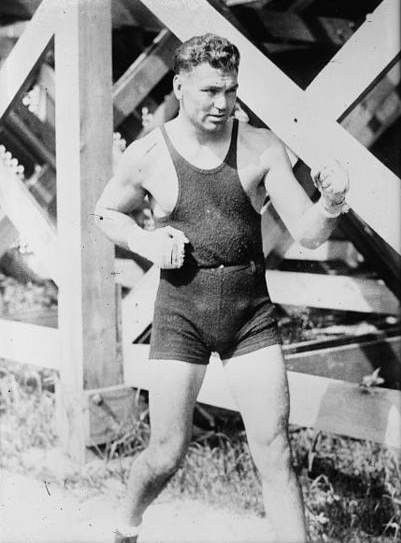
Dempsey

28-letni Amerykanin Jack Dempsey, przystępując do tej walki, był niepokonany od blisko 5 lat, w trakcie których znokautował 14 z 17 swoich rywali. W sumie legitymował się bilansem 59 zwycięstw, 4 porażek i 9 remisów. Mistrzostwo świata wagi ciężkiej zdobył w krótkiej, acz brutalnej walce przeciwko Jessowi Willardowi, która odbyła się 4 lipca 1919 roku. Następnie czterokrotnie je obronił, w tym przeciwko innej wielkiej gwieździe ówczesnego pięściarstwa, mistrzowi wagi półciężkiej, Georges’owi Carpentierowi. Dempsey zdominował swą kategorię wagową do tego stopnia, że znalezienie mu w Ameryce godnego rywala sprawiało wielkie trudności, a jedyny bokser, który zasługiwał jeszcze na to miano − Harry Wills, był pomijany ze względu na czarny kolor skóry. Z tego powodu promotor Tex Rickard postanowił sięgnąć po pięściarza spoza USA. Wybór padł na Argentyńczyka Luisa Ángela Firpo.    

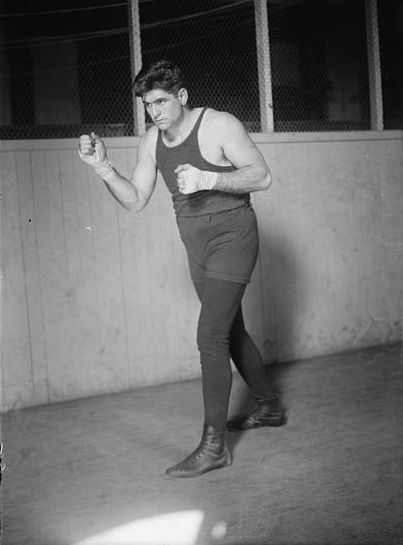
Firpo

Niespełna 29-letni Firpo był uznawany, podobnie jak Dempsey, za jednego z najmocniej uderzających bokserów swojej epoki. Był zawodowym mistrzem Ameryki Południowej, niepokonanym w 20 ostatnich walkach, z których 18 zakończył przez nokaut. Na swoim koncie miał zwycięstwa m.in. nad Willardem i byłym pretendentem do tytułu, Billem Brennanem. Był mniej doświadczony (bilans walk: 25-2-0) i znacznie słabiej wyszkolony technicznie od Dempseya, ale miał nad nim przewagę siły i warunków fizycznych − był 10 kg cięższy i 4 cm wyższy (ważąc blisko 100 kg i mierząc 189 cm, był jednym z większych pięściarzy swoich czasów). W USA promowano go jako „Dzikiego byka z pampasów” i określano w prasie jako najgroźniejszego oraz najbardziej brutalnego z dotychczasowych rywali mistrza.
Zakontraktowany na 15 rund pojedynek odbył się wieczorem 14 września 1923 roku na baseballowym stadionie Polo Grounds w Nowym Jorku. Dzięki sprawnie przeprowadzonej kampanii reklamowej wydarzenie cieszyło się ogromnym zainteresowaniem w USA, a także − ze względu na to, że po raz pierwszy latynoski bokser walczył o mistrzostwo świata najbardziej prestiżowej kategorii wagowej − w Ameryce Południowej. Na łamach New York Tribune posłużono się nawet porównaniem, że „podobne zainteresowanie mogłaby wzbudzić jedynie walka George’a Washingtona z Simónem Bolívarem”.
Bilety na walkę zostały wyprzedane w ciągu pół godziny. Popyt był tak wielki, że wioząca ostatnią pulę wejściówek ciężarówka została zaatakowana przez tłum. Sytuację opanowała dopiero interwencja policji. W sumie na trybunach zasiadło ok. 88 000 widzów − co było liczbą przewyższająca uznawaną ówcześnie za rekordową z walki Dempseya i Carpentiera. Wpływy z samej tylko sprzedaży biletów wyniosły 1 188 603 dolarów. Firpo otrzymał gażę 156 000 dolarów, a broniący tytułu Dempsey 509 000 dolarów. Amerykanin był faworytem bukmacherów w stosunku 3 do 1.
Walka mogła jednak w ogóle nie dojść do skutku. Przy okazji oficjalnego ważenia badający bokserów lekarz zauważył, że lewy łokieć Firpo jest spuchnięty, diagnozując pęknięcie lub złamanie kości. Oznaczało to konieczność odwołania pojedynku. Dr William Muldoon, członek Komisji Medycznej Stanu Nowy Jork, orzekł jednak, że doszło zaledwie do zwichnięcia. Następnie nastawił staw boksera i dopuścił go do walki. Firpo zdjął bandaże dopiero tuż przed wyjściem na ring.

## Przebieg
Walka rozpoczęła się, zgodnie z przewidywaniami, od gwałtownego ataku mistrza, który w swoim stylu chciał szybko rozstrzygnąć starcie. Już po pierwszym wyprowadzonym ciosie nadział się on jednak na kontrę Argentyńczyka, który prawym sierpowym w skroń i lewym podbródkowym sprowadził go na kolana (był to pierwszy nokdaun Dempseya od 1917 roku). Zanim jednak sędzia ringowy John Gallagher zdążył rozpocząć liczenie, Dempsey zdołał podnieść się i ponownie ruszył na rywala, efektem czego był pierwszy nokdaun Firpo. Argentyńczyk również szybko powstał, ale wkrótce potem zaczął w krótkich odstępach czasu padać na deski wskutek kolejnych celnych ciosów. Jego czwarty z rzędu nokdaun prawie zakończył walkę, gdy Dempsey trafił go lewym podbródkowym w szczękę − Firpo wstał dopiero na „9”. W tym momencie Amerykanin przestał przestrzegać obowiązujących zasad i zamiast po nokdaunie rywala odejść do neutralnego narożnika, stał nad nim, czekając, aby zadać cios natychmiast, gdy ten zdoła się podnieść. Sędzia ringowy ignorował to i w rezultacie Firpo znów trzykrotnie leżał na deskach.

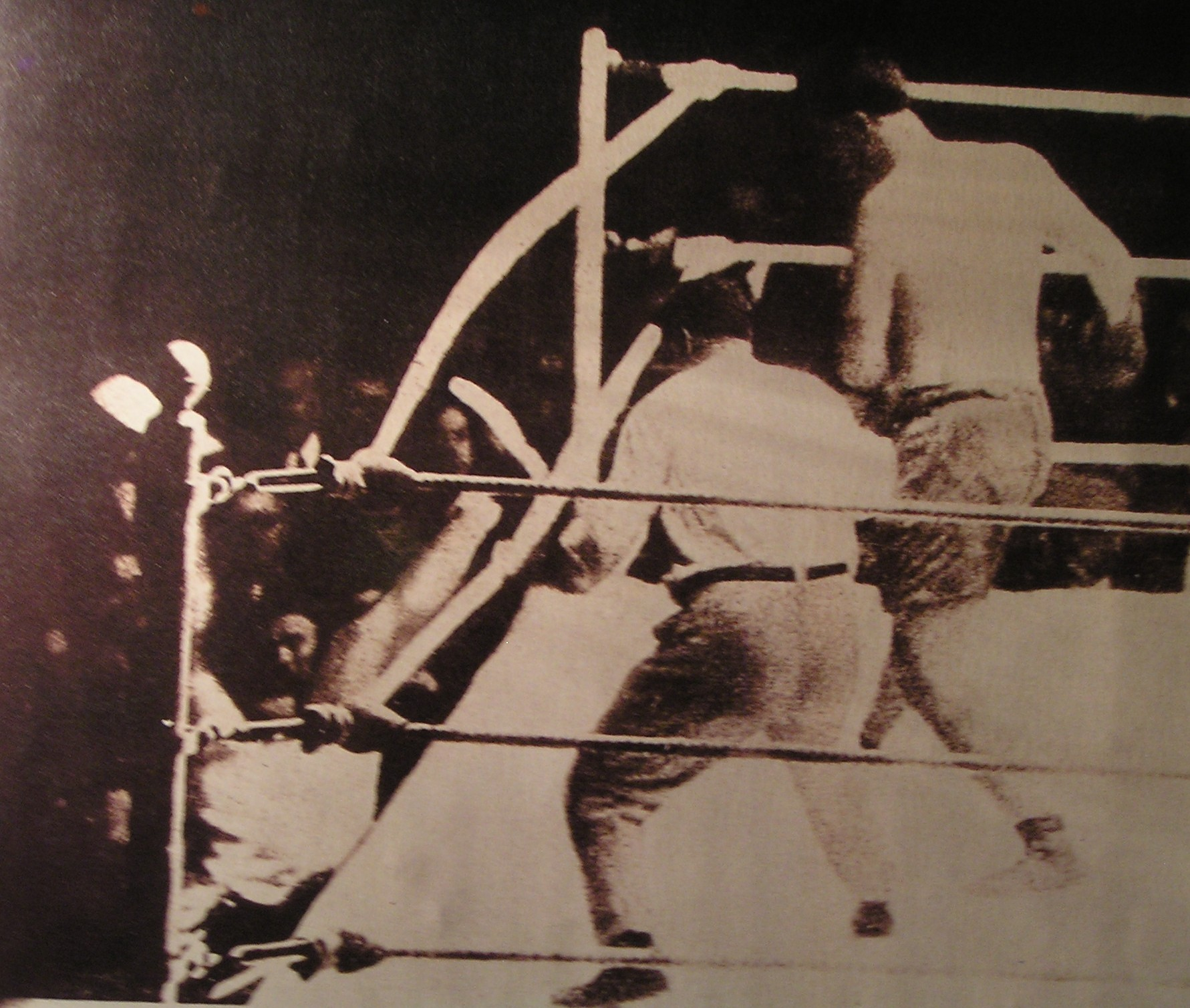
Dempsey wypadający z ringu

Po siódmym z kolei nokdaunie Argentyńczyka nastąpił nieoczekiwany zwrot wydarzeń. Firpo odzyskał siły i zaatakował mistrza serią obszernych ciosów sierpowych. Kilka z nich czysto trafiło w głowę Dempseya, który zatoczył się i wypadł przez liny na stół, przy którym siedzieli dziennikarze, niszcząc przy tym cztery maszyny do pisania (później je odkupił). Żurnaliści wepchnęli zamroczonego boksera z powrotem na ring w momencie, gdy Gallagher odliczał już „9”.
Gdy walka została wznowiona, Firpo kontynuował natarcie, jednak Dempsey, instynktownie klinczując, dotrwał do końca rundy. Amerykanin twierdził potem, że w ogóle nie pamięta, co się działo w tym czasie. W przerwie, gdy odzyskał już w pełni świadomość, spytał się nawet swojego menadżera: „W której rundzie zostałem znokautowany?”.
Wraz z gongiem rozpoczynającym drugie starcie Firpo ruszył na Dempseya, lecz ten uniknął ciosów i skontrował własnym lewym sierpowym, czego skutkiem był ósmy nokdaun Argentyńczyka. Zdołał on wstać na „5”. Wkrótce potem Dempsey trafił go jednak prosto w szczękę prawym sierpowym. Pretendent przewrócił się i tym razem został już wyliczony, przegrywając przez nokaut w 57 sekundzie drugiej rundy.

## Reakcje i skutki
Krytykę i ożywione polemiki wzbudziła praca sędziego ringowego Johna Gallaghera. W szczególności zarzucano mu, że nie zareagował na to, iż powalonemu Dempseyowi pomogli w powrocie na ring dziennikarze. Co prawda ówczesne zasady nie precyzowały, czy pomoc taka jest dozwolona, jednak w powszechnym odczuciu uznawano to za niedopuszczalne (np. Nat Fleischer, redaktor naczelny „The Ring”, twierdził, że Dempsey powinien był zostać zdyskwalifikowany). Doprowadziło to potem do zmiany przepisów i doprecyzowania, że pięściarz musi powrócić na ring o własnych siłach w ciągu 10 sekund. Ponadto, Gallagher wyjątkowo wolno odliczał czas, który upływał od momentu nokdaunu i wypadnięcia Dempseya. Jak później zmierzono, wyniósł on aż 17 sekund. W rezultacie sędzia został zawieszony przez Komisję Sportową Stanu Nowy Jork na 5 tygodni, wyniku walki jednak nie zmieniono.
Znaczne kontrowersje wzbudził też fakt, że zarówno Dempsey, jak i Gallagher, zignorowali zasadę neutralnego narożnika. Również dotyczące tej kwestii ówczesne reguły były nieprecyzyjnie sformułowane i pozostawiały sędziom pole do interpretacji, stanowiły bowiem, że w przypadku nokdaunu zawodnik powinien udać się do neutralnego narożnika, a jeśli to nie nastąpi, arbiter może przerwać liczenie. W następstwie walki Dempseya z Firpo nowojorska komisja zmieniła brzmienie tego przepisu. Od tej pory dopóki bokser nie przeszedł do neutralnego narożnika, sędzia nie mógł rozpocząć liczenia bądź musiał przerwać już rozpoczęte. Zasada ta stała się później międzynarodowym standardem, obowiązującym do dziś.
Walka ugruntowała pozycję Dempseya jako jednej z największych ówczesnych gwiazd światowego sportu, a także zapoczątkowała ponad 50-letni okres prosperity amerykańskiego zawodowego boksu, który stał się drugim po baseballu najpopularniejszym sportem w USA. Dempsey stracił jednak tytuł 23 września 1926 roku, w jego następnej obronie, na rzecz Gene’a Tunneya. Rok później doszło do rewanżu, w czasie którego były mistrz paradoksalnie sam padł ofiarą zasady neutralnego narożnika. W 7. rundzie zdołał on powalić celnymi ciosami Tunneya, jednak zapomniał przejść do narożnika i przez kilka sekund sędzia nie mógł rozpocząć liczenia. Gdy to w końcu nastąpiło, Tunney zyskał już wystarczająco dużo czasu, aby się podnieść. W innym przypadku prawdopodobnie zostałby wyliczony. Ostatecznie Dempsey przegrał tę walkę przez jednogłośną decyzję i w konsekwencji postanowił zakończyć karierę.
Pomimo porażki Firpo powrócił do Argentyny w glorii bohatera, powszechnie uważano tam bowiem, że został oszukany i to jemu należy się tytuł. Ponadto, będąc pierwszym w historii latynoskim zawodnikiem walczącym o mistrzostwo świata w wadze ciężkiej, zyskał ogromną popularność w całej Ameryce Łacińskiej i przyczynił się do legalizacji oraz popularyzacji zawodowego pięściarstwa w swojej ojczyźnie. Z tego względu nazywany jest „ojcem argentyńskiego boksu”. W celu upamiętnienia walki, która w Argentynie znana jest jako „walka stulecia”, dzień 14 września został ustanowiony w tym kraju „Dniem Boksera” (Día del Boxeador). Po konfrontacji z Dempseyem Firpo stoczył jeszcze 6 pojedynków, po czym w 1926 roku zrezygnował z dalszego uprawiania boksu (nie licząc krótkiego, nieudanego powrotu w 1936 roku). Następnym argentyńskim pięściarzem kategorii ciężkiej, który otrzymał szansę walki o zawodowe mistrzostwo świata, był dopiero Oscar Bonavena − w 1968 roku.
Dempsey i Firpo spotkali się ponownie w 1954 roku na specjalnej gali bokserskiej w Buenos Aires, podczas której zostali odznaczeni przez prezydenta Argentyny Juana Peróna pamiątkowymi złotymi medalami. Dempsey wyznał wtedy publicznie: „W moim kraju bokser, który w trakcie walki opuszcza ring − a ja go opuściłem − przegrywa. W sercu czułem, że to Firpo został mistrzem świata wszechwag”.
Dzięki niecodziennemu przebiegowi i dramaturgii pojedynku − w szczególności jego pierwszej rundy − konfrontacja pomiędzy Dempseyem a Firpo uznawana jest za jedną z najlepszych i najbardziej emocjonujących walk w historii boksu. W 1950 roku Associated Press ogłosiła ją najbardziej dramatycznym sportowym wydarzeniem I połowy XX wieku.